# Tanjungan (Pematang Sawa)
Tanjungan is een bestuurslaag in het regentschap Tanggamus van de provincie Lampung, Indonesië. Tanjungan telt 1538 inwoners (volkstelling 2010).